# Japán medaka
A japán medaka (Oryzias latipes), más néven japán rizsponty, egy kis sugarasúszójú hal. A rizsföldeken gyakran előforduló Oryzias név a rizs Oryza általános nevéből származik.

## Leírás
A színezése a természetben a barnától a krémfehérig vagy a sárgásig terjed, de különféle színű és mintázatú díszformákat is nemesítettek. A hátúszóban 6-7 lágy, az anális úszóban 15-21 lágy sugár található. Akár 4 cm hosszúra is megnőnek. Fogságban két évig, vadonban 3-4 évig élnek.
1931-ben fedezték fel és írták le az O. latipesben a belső megtermékenyítés képességét a normál külső megtermékenyítés mellett.

## Taxonómia
Coenraad Jacob Temminck és Hermann Schlegel 1846-ban a Medakát tudományosan Poecilia latipes néven írta le. 1866 Albert Günther ezt a fajt a Haplochelus nemzetségbe sorolta, és 1901-ben David Starr Jordan és John O. Snyder az Aplocheilus nemzetségbe helyezte. 1906-ban Jordan és Snyder az Oryzias nemzetséget a medakával az egyedüli és típusfajként írta le, amely az Aplocheilustól az ekecsont (lat. vomer) fogak hiányában különbözik. Valójában az Oryzias nemzetségből hiányzik az ekecsont. Az Oryzias általános név a halak rizsföldeken való előfordulására utal (Oryza általános név), a „latipes” sajátos jelző a latin latus „wide” és pes „leg” szavakból származik.

## Elterjedés
Kelet-ázsiai országokból érkezik, főleg Japánból, Koreából, Tajvanból és Kínából. Számos országban bemutatták, például az Egyesült Államokban, Kubában, Kazahsztánban, Türkmenisztánban, Iránban vagy Oroszországban.

## A dél- és észak-japán populációk eredete
A filogenetikai elemzés azt mutatja, hogy a dél-japán populáció az északi Kyushu térségből származott, és Honshura terjedt el. Másrészt az északi lakosság a Tajima-Tango régió népességéből származott, és a Japán-tenger partja mentén terjedt el. Az O. latipes kilenc alpopulációja ismert: kelet-japán típus, keleti Setouchi forma, nyugati Setouchi típus, San'in típus, északi Kyushu típus, Osumi típus, Ariake típus, Satsuma típusú és Ryukyu típusú. Ezek a szubpopulációk keveredtek egymással a mesterséges felszabadulás és a helyi genetikai diverzitás csökkenése miatt.

## Életkörülmények
A Medaka egy benthopelagikus hal, amely szubtrópusi édes és sós vizekben él. A medaka a vízhőmérséklet széles tartományában (3–42 °C vagy 37–108 °F) túlél, a 15–28 °C-os (59–82 °F) vízhőmérsékletet részesíti előnyben. A felnőttek tavakban, mocsarakban, rizsföldeken és a síkság kis patakjaiban találhatók. A lassú áramokat részesítik előnyben. Főleg síkvidéki és sós vizekben élnek, de ismertek Japán és Korea egyes régióinak partjai mentén fekvő árapály-tározókban is. Az O. latipes elsősorban édesvízi faj. A tengert ez a faj általában csak új édesvízi élőhelyekre való vándorláskor használja, míg a sós vízben a peték megtermékenyítő képessége korlátozott. A sótartalom és a hőmérséklet széles tartományát tolerálja. A mesterséges akvakultúra esetében a hígított tengervíz bizonyos esetekben jobb lehet, mint az édesvíz, és ha a csapvíz alkalmatlannak bizonyulna, akkor a kiegyensúlyozott sóoldat használata javasolt. Tenyésztése az akváriumban egyszerű.

## Táplálkozás
A medaka mindenevő. A vadonban például bogarakkal, szúnyoglárvákkal táplálkoznak, az akváriumokban mesterséges szárazeledelt, például granulátumot, pelyheket vagy port kapnak. Könnyen elfogadják az élő táplálékot, különösen a szúnyoglárvákat. A medakalárvákat protozoonokkal vagy Daphnia táplálják.

## Tenyésztése, tartása
Számos tanulmány szerint az Oryzias latipes élettartama körülbelül 1 év körülbelül 80 °F (27 °C) hőmérsékleten, ami azt jelzi, hogy a hőmérséklet nagyban befolyásolja élettartamát. Fogságban, optimális körülmények között és alacsonyabb hőmérsékleten azonban ezek a halak akár 4 évig is élhetnek.
A O. latipes meglehetősen békés hal. Nem zavarják a többi halat a közösségi akváriumban. Azonban versenyezhetnek egymással a dominanciaért és az élelemért. Az akváriumban legalább 6 darabra van szükség az induláshoz. Az egyik tanulmány szerint az agonista viselkedés nem vált ki, ha a hely korlátozott. A nagy csoportok boldogabbá teszik őket. Általában idejük nagy részét a tartály felső és középső részén töltik.
Néhány tucat könnyen tárolható egy 10 gallonos (40 literes) tartályban. Ezeknek a halaknak egy kis csoportja kiváló választás nanotartályokhoz. Ennek ellenére a nagyobb tartály mindig előnyösebb a vízkémiai stabilitás érdekében.
Természetes környezetben az O. latipes költési időszaka Japánban általában április közepétől szeptember végéig tart. Rendszeres napi fotoperiódusban, több mint 13 órás világítás mellett hajnalban párosodik. Ennek az az oka, hogy a nőstényeknél az ovuláció körülbelül 1 órával a világos időszak kezdete előtt következik be.
A párzás egy bonyolult udvarlástáncot foglal magában, amelynek során a hímek ismételten közelednek a nőstényekhez, és változatos megjelenést mutatnak. A hím kezdetben szorosan követi a nőstényt, és ha a nőstény nem menekül, a hím átlósan leúszik hozzá, majd néhány másodpercre megáll. A hím ezután gyorsan körkörösen úszik a nőstény előtt. A hímek és a nőstények finoman leereszkednek a fenékre, megtartva a keresztező testtartást. Mindkét nemnél az egész test és az uszonyok finoman, de gyorsan remegnek – fejüket lehajtva vagy farkukat 15-30 másodpercre felemelve. Ezt követően szinte teljesen érintkeznek egymás mellett. Tehát a két egyed közötti keresztezési szög nulla lesz. A hím ezután a hát- és végúszó úszójában tartja a nőstényt, és kloákájával megközelíti a nőstény kloákáját, majd egy rövid vízbe ereszkedés után megtörténik a peték megtermékenyítése. A peték a szőrös szálakon keresztül összetapadnak, és néhány órán keresztül a nőstény hasához tapadnak, mielőtt a fenékre süllyednének.
Az O. latipes 2-3 hónapos kora körül válik ivaréretté. Ha a halakat jól táplálják, korábban érnek. A napi ívás egész évben, megfelelő körülmények között akár 3 hónapig is előidézhető. Ezért a napi ívás érdekében a fényperiódusnak 14 órás nagy intenzitású fényben (több mint 150 lux) és 10 órás sötétségben kell tartania. Az O. lapites megfelelő körülmények között ívhattak. Az optimális vízhőmérséklet a szaporodáshoz 26–28 °C. Az O. latipes 10 °C alatti hőmérsékleten egyáltalán nem szaporodik.
A lerakott peték száma a nőstény testméretétől, egészségi állapotától és táplálkozási körülményeitől függ, de általában a nőstény naponta 20-40 tojást tojik. A kifejlett halak túl nagy sűrűségben tartása megakadályozza az ívást. Ha egynél több hímet tartanak a tartályban, akkor a párzás során zavarják egymást, ami csökkenti a megtermékenyítési sikert. A halak még felnőttkoruk után is előfordulnak, hogy nem párosodnak, mivel nem "illenek" párjukhoz. Ilyen esetben célszerű partnert váltani a súrlódás kiváltása érdekében.
Megfigyelték, hogy a szabadban termesztett és tenyésztett Oryzias latipes megerősödik, és élénkebb színezetű lesz. A sok megvilágítás és a fokozatos hőmérséklet-ingadozás jót tesz ezeknek a halaknak.

## Változatai
Több száz színfajta létezik, amelyek nemcsak színükben, hanem a színminták eloszlásában is különböznek egymástól. Három alapfajtára osztható. "Miyuki Medaka", amelyek ezüst színűek, "Yokihi Medaka", amelyek narancssárga vagy sárga árnyalatúak, és "Orochi Medaka", amelyek mindegyike fekete.
Van még hagyományos három csoport: "Kouhaku", amelyek fehér-pirosak, "Lame" csillogó pikkelyekkel vagy háromszínű "Sanshoku" fekete foltokkal. Japánban és több éve Európában, különösen Németországban és Olaszországban, kiállításokat rendeznek, ahol a tenyésztők bemutatják legjobb halaikat.

## Fontosság
A szúnyogok elleni biológiai védekezésre használják. Az Oryzias latipes díszhalként és akváriumi halként népszerű.

### Társadalmi jelentősége Japánban és az akvakultúra
Az Oryzias latipest Japánban évszázadok óta díszhalként tartják. Az Oryzias latipes-t hagyományosan egész évben kerámia- és kőedényekben tartják, ahol meg kell birkózni a magas nyári hőmérséklettel és az ilyen edények felületének téli fagyásával. Az elmúlt években az Oryzias latipes további népszerűségre tett szert a világ más részein, a ritkább fajták némelyike több mint 1 millió jen (10 000 USD alatt) – bár a leggyakoribb fajták (például himedaka) körülbelül 50 jenért megvásárolhatók. halonként. Jelenleg körülbelül 456 kereskedelmi törzset dokumentálnak és tenyésztenek. Az Oryzias latipes nem csak díszítésre tenyésztik, hanem oktatásban is használják; A japán általános iskolai osztályok gyakran tenyésztenek medakákat, hogy a tanulók első kézből szerezzenek tapasztalatot az élő szervezetek gondozásáról, és elősegítsék az állatok életciklusának szélesebb körű megismerését. A Oryzias latipes rövid generációs idejük és alkalmazkodóképességük miatt alkalmasak kutatásra. Átlátszó petéknek köszönhetően ideálisak a halembrió fejlődésének megfigyelésére.
Kis mérete, könnyű akváriumi nevelése és nagy termékenysége miatt a japán medaka a genetika, az embriológia és a toxikológia fontos modellszervezetévé is vált. Sok más akváriumi halfajhoz hasonlóan vannak olyan transzgenikus formák is, amelyek tiltva vannak az EU-ban. 1994-ben a japán Columbia (STS-65) űrsikló állította pályára a medakákat, és ez lett az első gerinces, amely pályán és mikrogravitációban szaporodott.

## Fordítás
- Ez a szócikk részben vagy egészben  a   Japanese rice fish című angol Wikipédia-szócikk fordításán alapul.  Az eredeti cikk szerkesztőit annak laptörténete sorolja fel. Ez a jelzés csupán a megfogalmazás eredetét és a szerzői jogokat jelzi, nem szolgál a cikkben szereplő információk forrásmegjelöléseként.